# Parroquia Malvas
La parroquia Malvas es una parroquia rural del cantón Zaruma, provincia de El Oro, en Ecuador. Fue fundada en 1883 siendo la primera parroquia de la parta alta de El Oro y está localizada en las estribaciones occidentales de la Cordillera Vizcaya, a 8 km de Zaruma. Su clima templado es propicio para la fauna y flora endémica de la región. Su principal atractivo turístico es la Iglesia de San Jacinto, que es una las capillas más representativas del cantón al ser una emulación modesta de la Capilla Sixtina.
La parroquia es una de las más importantes debido a su cercanía con la cabecera cantonal y a su progreso económico en el sector aurífero, manufacturero y turístico.

## Geografía
En cuanto a la situación geográfica, la parroquia Malvas tiene una extensión de aproximadamente 13,8 km². Está limitada al norte por la parroquia Arcapamba, al sur por el cantón Piñas, al este por la ciudad Zaruma y al oeste por la parroquia Ayapamba.
La parroquia Malvas tiene una altitud de 600/1100 metros sobre el nivel del mar, y está ubicada en la cuenca hidrográfica del río Puyango, en la subcuenca del río Pindo. Y está rodeada por dos microcuencas: drenajes menores que ocupan el 83,71% del territorio y la Quebrada Arcapamba que ocupa el 16,29% restante. 
Los principales quebradas de la parroquia son: Arcapamba, La Cascaja, Santa Bárbara, Zaruma Urcu, y Las Chinchas. Esta última cuenta con una extensión de aproximadamente 2 km y tiene un caudal alto debido a que abastece gran parte del sistema de servicio de agua tratada en la parroquia. 
En las partes altas de la parroquia, donde los recursos hídricos no han sido contaminados por la actividad minera, el agua de la Quebrada Grande y Los Cedros se destina principalmente para uso doméstico, riego y abrevadero de animales. Por otro lado, en la parte media y baja de las quebradas Las Chinchas y Arcapamba existen contaminantes químicos, especialmente cianuro y metales pesados, que son producto de las actividades mineras propias de la zona, por ello no son aptas para el consumo.

### Clima
La zona de Malvas tiene clima ecuatorial semi-húmedo caracterizado por: 
| Variable         | Descripción                                                          |
| ---------------- | -------------------------------------------------------------------- |
| Temperatura      | 19 a 23 °C                                                           |
| Pisos climáticos | Mesotérmico semi-húmedo: sobre los 3000 a 3200 m s. n. m. de altura. |
| Humedad relativa | 65-85%                                                               |
| Precipitación    | 1300 mm a 1800 mm                                                    |

### Temperatura
La temperatura en el verano es elevada variando entre 19 °C y 23 °C. El 6,39% de la parroquia presenta temperaturas más elevadas entre 22 °C y 23 °C. En el 15,02% del territorio existen temperaturas que varían entre 19 °C a 21 °C. Por esta razón, la temperatura de la parroquia ha sido categorizada dentro del óptimo recomendado por la Organización Mundial de la Salud, el cual va de los 18 °C a 24 °C.

### Precipitación y humedad
En promedio la precipitación por año en la parroquia Malvas fluctúa entre los 1300 a 1800 mm. Las mayores precipitaciones, entre 1700 a 1800 mm, se observan en la parte norte de la parroquia y corresponden al 17% del territorio (Celica, Las Balsas, San Juan y Botoneros). Mientras que la zona con la menor precipitación, entre 1300 a 1500 mm, abarca 6,33% de la superficie. La época lluviosa inicia desde diciembre a mayo y los meses calurosos de julio a septiembre. Esta parroquia está caracterizada por una precipitación abundante, que se incrementa constantemente por la niebla persistente, y la humedad relativa varía entre el 65% y 85%. 

### Diversidad biológica
Debido a su situación geográfica y a sus pendientes, Malvas posee una vegetación medianamente diversa. Evidencia de esto, es el hecho de que un investigador alemán realizó estudios en los que determinó que existen alrededor de 60 especies de aves silvestres.
Hace aproximadamente 20 años la parroquia era diferente en cuanto a la naturaleza, pues los bosques eran más densos y con abundante vegetación. La flora y fauna era muy diversa, los ríos y quebradas eran caudalosos, y vertientes de agua bañaban distintos lugares de la comunidad; sin embargo, por causa de la deforestación y la contaminación minera desaparecieron poco a poco.

#### Flora
Especies no maderables de la montaña
En la parroquia Malvas se encuentran diversos tipos de especies de plantas no maderables, por ejemplo: 
- Ruda
- Hierba luisa
- Manzanilla
- Congonita
- Hierbabuena
- Rosa de castilla
- Sauco

Las especies mencionadas y otras más de la zona se dan en cualquier época del año y no son explotadas en el campo comercial, sino que se cultivan para el uso doméstico. Con ellas se preparan infusiones, té, brebajes para sanar enfermedades inflamatorias y estomacales, y otras afectaciones a la salud. 
| Nombre          | Dónde crecen   | Uso                 | Cantidad en la parroquia |
| --------------- | -------------- | ------------------- | ------------------------ |
| Matico          | Toda la zona   | Medicinal           | Abundante                |
| Malva           | Toda la zona   | Medicinal           | Abundante                |
| Guayabo         | Toda la zona   | Alimento, medicinal | Abundante                |
| Naranjo         | Toda la zona   | Alimento, medicinal | Abundante                |
| Chaya           | Toda la zona   | Alimento, medicinal | Abundante                |
| Orquídeas       | Toda la zona   | Ornamental          | Abundante                |
| Llantén         | Toda la zona   | Medicinal           | Poco                     |
| Cola de caballo | Toda la zona   | Medicinal           | Abundante                |
| Café            | Toda la zona   | Alimento            | Abundante                |
| Caña de azúcar  | Toda la zona   | Alimento            | Abundante                |
| Maní            | Toda la zona   | Alimento            | Poco                     |
| Albahaca        | Campo, poblado | Para las comidas    | Poco                     |
| Menta           | Campo, poblado | Medicinal           | Poco                     |
| Naranja         | Campo          | Frutal              | Poco                     |
| Limón           | Campo          | Frutal              | Poco                     |

#### Fauna
Animales principales de la montaña
La fauna en la parroquia Malvas está representada por el grupo de las aves, el cual tiene un alto nivel de reincidencia ambiental (alto porcentaje de adaptación a la influencia del hombre). Se registran un total de 16 familias y 26 especies, siendo las familias de los tiránidos y los fringílidos la que más abunda.
Algunos animales silvestres habitan la parte alta y baja de la parroquia, por ejemplo: 
- Pasharaco

- Paloma de montaña
- Guatusa
- Zorro
- Guanta
- Armadillo
- Oso hormiguero
- Ardilla
- Tigrillo
- Gavilán
- Perediz
- Mirla
- Tordo
- Colibrí
- Churuca
- Mángaro

A pesar de los controles, un gran porcentaje de los animales son víctimas de la caza indiscriminada.

## Historia

### Origen del nombre
El origen del nombre de la parroquia proviene de la planta que lleva el mismo nombre (malva). Esta planta es caracterizada por tener un arbusto de tallo espinoso, hojas acorazonadas y flores amarillas que poseen propiedades curativas. 
En los tiempos de consolidación de la parroquia, el nombre de la planta se generalizó tanto que se decía con mucha frecuencia que era la tierra de las malvas. La abundancia de flores en el lugar fue el motivo para que la parroquia llevara ese nombre, pues cuando Malvas inició como caserío esta planta cubría los alrededores de unas cuantas casas.

### Malvas como caserío
Se estima que desde épocas incaicas la zona ya se encontraba poblada, sin embargo antiguo caserío incaico desapareció totalmente en un aluvión, por ello la comunidad luego de varios años fue construida en zonas cercanas. Entre 1870 y 1880 el centro parroquial actual era un llano donde había plantas de guayabas, malvas, y demás plantas silvestres, sin la existencia de ninguna vivienda. Por ello, se creó una finca propiedad de Juan Miguel Romero, que luego fue donada a las personas que llegaban a la zona para que construyeran sus viviendas y ayudaran en la finca. Así, en pocos años la finca tenía grandes sembríos de caña de azúcar, café y otros cultivos que se comercializaban en lugares cercanos. Esta prosperidad económica ocasionó mejoras en la finca, con lo cual se construyó un máquina hidráulica para la molienda de la caña de azúcar y así producir azúcar criollo y panela, productos con gran demanda en el medio.  
La mejora económica también impulsó el inicio de la construcción de la iglesia rodeada de unas cuantas casas y con ella se creó el poblado de Malvas. Pero, no fue hasta 1884 cuando el sacerdote jesuita Mateo López elevó su nombre a parroquia eclesiástica y se convirtió en el sacerdote parroquial; así mejoró el pequeño templo con la construcción de la torre.  

### Movimientos pre-parroquialización
Con el reconocimiento eclesiástico fue fácil ser reconocida como parroquia civil el 6 de agosto de 1883 en la sesión del Ayuntamiento Zarumeño. En el mismo documento constaba que la junta parroquial debía ser administrada por Abel Aguilar (autoridad principal), Modesto Espinoza (autoridad secundaria), José Apolo (segundo principal) y Pedro Román (segundo suplente). Sin embargo, como parroquia civil no fue reconocida hasta el 17 de abril de 1884 en la Ley de División Territorial, sancionada el 23 de abril del mismo año.
El 30 de marzo de 1889 Malvas quedó degradada a viceparroquia debido a informes de una comisión destinada a eliminar aquellas parroquias que presenten negligencia de fomentar progreso social y material. Sin embargo, tras varias solicitudes, el 8 de mayo de 1909 se expide el acta de sesión del Concejo de Zaruma aclarando que Malvas volverá a ser parroquia cuando exista un edificio público para que sea usado como escuela, despachos y por demás instituciones estatales. El 16 de septiembre de 1911 el Ayuntamiento de Zaruma aprueba la revisión de las peticiones de nombrar nuevamente a Malvas como parroquia, así finalmente el 3 de noviembre del mismo año se consigna el acta del Honorable Concejo de Zaruma que establecía.

Art. 1: Erigir en parroquia civil a la referida parroquia eclesiástica de Malvas, en uso de las facultades que le concede las municipalidades.

Art. 2: La nueva parroquia comprendiendo las secciones de Malvas, Arcapamba, Muluncay, Minas Nuevas y Huertas, llevará el nombre de “BOLÍVAR” cuya linderación será la siguiente: por el oriente de la cordillera del Bosque, por el occidente el río Calera, por el norte el río Salado y por el sur comenzando por el río Calera en la afluencia de la quebrada Puerta del Golpe cuyo curso seguirá hasta su nacimiento de aquí continuará por una hoyada seca, la cual terminada seguirá en línea recta imaginaria hasta tocar con el camino que conduce a Cuenca en el que se halla la Cordillera del Bosque, punto de donde se principió esta demarcación.
Art. 3: Sométase la presente ordenanza a la aprobación del Poder Ejecutivo para efectos legales.

Art. 4: El señor Jefe Político del cantón y más empleados municipales quedan encargados de la ejecución y cumplimiento de la presente ordenanza.

### Sectores de la nueva parroquia
Cuando Malvas, bajo el nombre de Bolívar, se elevó a la categoría de parroquia rural tuvo varias comunidades bajo su jurisdicción, tal es el caso de Huertas, Minas Nuevas, Muluncay, una parte de Vizcaya, El Portete, La Colorada, Ramírezpamba, Palosolo, Celica, Botoneros, El Bosque, El Guando, Huayrapongo, Sichacay, Arcapamba y los Naranjos. Sin embargo, poco a poco los sectores obtuvieron su independencia jurídica como parroquias tal es el caso de Arcapamba, Muluncay y Huertas.
Actualmente la parroquia está dividida políticamente por: Malvas (centro parroquial), Botoneros, Celica, La Colorada, San Juan, El Portete o Santa Marianita y Las Balsas.

### Parroquialización

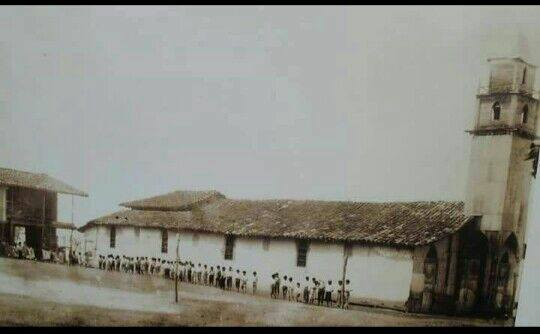
Antigua Iglesia San Jacinto

Con la nueva división no solo se cambió su nombre sino también los límites que los pobladores habían solicitado, debido a que perjudicaba a la parroquia central de Zaruma. Al no aceptar esos límites, Pompilio Espinoza y desde 1933 la Sociedad 15 de Noviembre buscaron la prosperidad de la parroquia al reiniciar la lucha para que Malvas sea reconocida como parroquia civil con los límites correctos. Esta sociedad logra el 11 de marzo de 1933 que se diera la primera discusión al proyecto de ordenanza para elevar Malvas a parroquia civil en sesión del Municipio de Zaruma, y el 26 de abril de 1933 Malvas logra cumplir con los requerimientos para ser reconocida como parroquia.
Así, el 1 de enero de 1934 se fundó definitivamente la parroquia de Malvas y se ratificó este acuerdo el 19 de marzo, siendo administrada por Pompilio Espinoza como jefe político, y por Abel Jiménez y Antonio Valverde como jueces civiles.

## Demografía

### Primeros pobladores
Los primeros pobladores fueron los mismos que formaron parte del proceso de parroquialización, quienes estaba organizados bajo el nombre de la Sociedad 15 de Noviembre. Las propicias condiciones de la zona para la agricultura y el clima apropiado para vivir fueron cada vez más atractivas para las personas, empezando a incrementar el número de habitantes. De ellos, los nombres de las personas más relevantes fueron usados como nombres de las primeras calles de la parroquia.
Desde los primeros pobladores en la parroquia se han mantenido los apellidos: Aguilar, Román, Romero, Mora y Carrión. 

### Población actual
La población en último censo de 2010 fue de 1185 personas y según las proyecciones en 2021 serán 1276. La mayoría de la población se radica en la cabecera parroquial, Malvas, y se observa un crecimiento urbano en la parroquia en el Sector de Pillacela. Así, la densidad de la población es de 121,48 km², cuyo promedio de personas por hogar es de 3,48 abarcando una tasa de crecimiento de 0,7%.  
|         | Sexo   | Sexo  | Sexo  | Tasa de crecimiento | Tasa de crecimiento | Tasa de crecimiento |
| Periodo | Hombre | Mujer | Total | Hombre              | Mujer               | Total               |
| 1990    | 625    | 548   | 1173  |                     |                     |                     |
| 2001    | 582    | 528   | 1,110 | -0,65%              | -0,34%              | 0,73%               |
| 2010    | 640    | 545   | 1,185 | 1,06%               | 0,35%               | -0,50%              |

| Población | Tasa de crecimiento | Población proyectada | Población proyectada | Población proyectada | Población proyectada | Población proyectada |
| 2010      | Tasa de crecimiento | 2016                 | 2019                 | 2020                 | 2021                 | 2026                 |
| 1185      | 0,70%               | 1233                 | 1261                 | 1270                 | 1276                 | 1322                 |

| Grupos de edad | Sexo   | Sexo  | Total |
| Grupos de edad | Hombre | Mujer | Total |
| 0 a 14 años    | 162    | 115   | 277   |
| 15 a 64 años   | 399    | 364   | 763   |
| 65 a más años  | 79     | 66    | 145   |
| Total          | 640    | 545   | 1185  |

| Autoidentificación | Casos | Porcentaje |
| Indígena           | 3     | 0,25       |
| Negro              | 9     | 0,75       |
| Mestizo            | 1038  | 87,59      |
| Mulato             | 7     | 0,59       |
| Blanco             | 107   | 9,02       |
| Montubio           | 21    | 1,77       |
| Total              | 1185  | 100        |

| Sexo   | PEA | PEA ocupada |
| Hombre | 367 | 345         |
| Mujer  | 95  | 87          |
| Total  | 462 | 432         |

### Migración
La población de Malvas desde sus inicios se ha desenvuelto en medio de marginalidad, olvido y abandono, por ello la baja masa migratoria se ha direccionado hacia zonas urbanas. Desde 1982 a 1990 ocurrió el fenómeno migratorio más grande con un decrecimiento de la población de más de la mitad existente en la época debido a los costos elevados de vida y a la poca variedad de trabajo, a consecuencia de que la minería se convirtió en la primera actividad económica de la parroquia, involucrando alta inversión y sacrificio. Actualmente, los flujos migratorios son de jóvenes que salen a estudiar a las principales ciudades del país. 

### Mortalidad
El fenómeno más relevante se dio en la época de 1990 cuando una gran cantidad de personas menores a 40 años murieron debido a la mal alimentación, acompañada del excesivo consumo de alcohol y al trabajo forzoso en las minas de la localidad. Conjuntamente con la degradación de la calidad ambiental por la rápida inserción de las empresas mineras, la tasa de mortalidad fue elevada e inusual en esos años.

## Economía
Al haber sido una finca, Malvas siempre se ha caracterizado por las actividades agrícolas que en ella se desarrollan, a pesar de que la tierra es una pendiente. Sin embargo, en los últimos años se ha desarrollado la minería como una actividad más lucrativa para los pobladores. 

### Agricultura
Tradicionalmente en Malvas se ha cultivado café y caña de azúcar en grandes proporciones, además de maní, maíz, arroz, fréjol, yuca, plátano, papa china, guayaba, naranja, limón dulce, guaba, cacao, mandarina, mango, aguacate y banano en pequeñas cantidades. También se cultiva en huertas familiares cilantro, tomate de riñón, col, lechuga, cebolla blanca y pimiento para consumo propio. Existen 8 empresas que se dedican a esta actividad económica, englobando el 15,33% de la población económicamente activa.
Café: Las plantaciones de este producto ocupaban la mayor parte de la superficie agrícola, y todas las familias cultivaban por lo menos una planta en sus hogares. Sin embargo, el inicio de las actividades extractivas en la zona, produjo un cese en los niveles de producción del café. En la actualidad, la producción es familiar, en la cual utilizan parcelas para sembrar cantidades regulares, posteriormente se cosecha el producto y se deja a secar con el sol sobre sacos. Finalmente, el producto se muele, y se prepara para la venta. Este café criollo se lo comercializa en Portovelo, Zaruma y Piñas, e incluso en Santa Rosa y Machala en menores cantidades, su precio varía dependiendo del tiempo y del mercado al que se dirige. 
Por la relevancia de la producción se creó la Cooperativa Cafetera de Malvas. Esta organización surgió en 1961 para incentivar el cultivo y comercialización de café en la zona. Se encargaba de recoger todo el café producido en la comunidad y luego comercializarlo en distintas zonas, especialmente a la Unión de Cooperativas Cafeteras de El Oro (UNCOPORO), la cual compraba todo el café producido en la parte alta de la provincia para su exportación a mercados de Estados Unidos y Europa. La Cooperativa funcionaba en la cabecera parroquial y contaba con 60 miembros que recibían préstamos y capacitaciones gratuitas. Sin embargo, por presencia de plagas la producción cayó y la cooperativa dejó de funcionar. Actualmente, son pocas personas quienes conservan sus cafetales y se dedican al sembrío de café, así en la producción actual se cosechan en promedio 10 quintales por hectárea.
Caña de azúcar: Es otro de los productos principales de la localidad. Para su sembrío se dedicaron grandes extensiones de tierra, y se trataba la tierra antes y después de la cosecha para recuperar la tierra. Además, las personas dedicadas a ello tenían trapiches para procesarla y elaborar panela, azúcar y aguardiente (tipo de trago), que luego se comercializan en Zaruma, Portovelo y Piñas. Sin embargo, al igual que el café, paulatinamente se fue disminuyendo su práctica hasta el punto que los sembríos son escasos. 
Actualmente, las familias han dejado de sembrar muchos de estos productos y lo compran todo en los mercados. 

### Minería
En Malvas la minería representó un notable y exorbitante cambio en las actividades económicas primarias, pues los pobladores dejaron de dedicarse a la agricultura, actividad que venían realizando desde los inicios de la parroquia. La principal razón del cambio de vida de los pobladores es la obtención de mejores ingresos, y este cambio ha conllevado a que la parroquia sea más atractiva para las inversiones y para las personas.
Actualmente, la mayoría de la población se dedica a la minería con ganancias por día promedio de $20. Los principales minerales explotados son el oro, plata y concentrado de cobre, tanto de manera formal (minería industrial) como informal (minería artesanal y pequeña minería). El 93,96% del territorio contiene recursos metálicos y el 6,04% restante contiene material metálico y no metálico. 
En Malvas existen 1776,88 hectáreas concesionadas para la minería industrial, ello corresponde al 2,73% del territorio cantonal y 100% del parroquial. Entre las áreas concesionadas se encuentran: Roma, Machay, La Calera, El Retazo 3, Malvas 1, Dove 2, San Jacinto, La Colorada, Murciélagos, Vizcaya y Zurdos 1. Mientras que en la minería informal existen 36 sociedades mineras, correspondientes al 20% del total del espacio cantonal, que se sustentan en la explotación de minas abandonadas donde la minería formal ha finalizado, y hacen uso de las herramientas antiguas y no tecnológicas existentes en los lugares.
Aún no existe un sistema eficiente que evite la contaminación de agua, aire y suelo como consecuencia de la minería, mismos que provocan movimientos de masa, aumento de la sismicidad, sequía y erosión de la tierra. 

### Ganadería
En Malvas, la ganadería es una actividad poco generalizada (menos del 15,33% del PEA la realiza y solo existen en 8 microempresas) y se enfoca en la producción de leche, queso, carne para el consumo local y pequeños excedentes (con un promedio de producción diaria de 10 litros por vaca) que son comercializados en Portovelo y Piñas.

### Artesanía
Una de las principales actividades artesanales que se realizaba tiempo atrás es la fabricación de recipientes de barro como son las ollas, lavacaras, cántaros, cantarillas, etc., que eran utilizados por los mismos pobladores, quienes se diferenciaban del resto de comunidades al usarlos. Los productos sobrantes eran comercializados en Zaruma, Portovelo y Piñas, conocidos por ser los mercados con la mayor demanda. Además, existieron algunas fábricas de ladrillo y teja que comercializaban los productos para construir casas en la propia zona. Estos eran realizados a base del barro, agua y excrementos de vaca y asno. 
Una pequeña parte de la población también se dedicaba a la carpintería, elaboración de alforjas, sacos y demás. Sin embargo, paulatinamente estas prácticas artesanas fueron cesando, y son casi nulas en el presente.

### Industria manufacturera
La principal actividad manufacturera en la parroquia es la elaboración de pan y dulces que son comercializados en toda la parte alta de El Oro por tres microempresas y que dan empleo a 6,69% de la población.
Elaboración de dulces: Una actividad tradicional que ha permanecido intacta es la elaboración de bocadillos, huevos de faltriquera, jalea de guayaba, jashpes de panela, huevos conmergidos, rallado de papaya, turrones mestizos, manjar de leche, entre otros. La materia prima utilizada principalmente proviene de las moliendas de caña de azúcar cercanas, con el jugo de caña (llamado guarapo en la zona) se hace la panela y el azúcar criollo. 
Entre las principales empresas dedicadas a esta actividad se encuentran: Bocaditos Doña Cleme, con reconocimiento nacional, y Panadería Jorely. Además, los pobladores que poseen horno de barro se han dedicado a producir los dulces y venderlos frente a sus casas. 
Elaboración de pan: Junto con los dulces, el pan es comercializado en los mismos mercados. Entre las principales variedades que son producidas en la parroquia son: el pan elaborado con huevos criollos y sal de grano, semas con harina mestiza y miel de panela, bizcochuelos elaborados con chuno (variedad de harina extraída de la tapioca), tortillas de harina de maíz blanco y miel de panela bañadas con miel de azúcar batida con huevo. Estas variedades de productos hechos con recetas tradicionales de la parroquia tienen gran demanda local.

## Servicios

### Educación preescolar y primaria
No se estableció ningún centro de educación preescolar hasta 1963, año en el cual se crea un jardín de infantes que duró corto tiempo. Luego, en 1986 se crea el jardín de infantes como un anexo a la escuela de la parroquia, sin embargo ya no existe una institución de este tipo.
Desde 1824 la parroquia cuenta con una escuela primaria que en sus inicios no contaba con infraestructura propia y se impartían clases en locales particulares. Sin embargo, los estudiantes eran jóvenes y no niños. En 1825 se contrató a un maestro financiado por la municipalidad y por los sectores de la localidad. En 1880 cuando se construyó la capilla, fue usada como espacio para el funcionamiento de la escuela, siendo solventados los gastos por los residentes de la localidad. Años después funcionó en la Sociedad 15 de Noviembre. En 1934 las autorizadas de la parroquia solicitaron apoyo al Consejo de Zaruma para expropiar un terreno desocupado y empezar la construcción de la escuela. En 1958 se inició la obra y se asignó el nombre de Escuela Fiscal Mixta “Manuel de Jesús Calle”, en honor al escritor, periodista y pintor cuencano. Sin embargo, la infraestructura contaba con cuatro aulas por lo que también se usaba el local del club Asociación Deportiva Malvas, la parte alta de la Casa Comunal, entre otros locales particulares. Años después se logró el financiamiento para ampliar la escuela y tener una infraestructura completa. 

### Educación secundaria
No existió un colegio desde los inicios de la parroquia, por lo que los estudiantes que disponían de los recursos viajaban a Zaruma para estudiar. Con las gestiones del Comité Pro-colegio se creó esta institución educativa el 24 de junio de 1985 con el nombre de "Héctor Toro Balarezo," que luego es cambiado a "Dr. Reinaldo Espinoza A." en honor al hijo de Pompilio Espinoza. Este centro educativo no tenía infraestructura propia, y funcionaba en los bloques de la escuela. La construcción de la infraestructura se lo hizo sobre el terreno donado por la Junta Parroquial de Malvas en colaboración con los pobladores, así se inauguró entre 1988-89 la obra y se incorporó la especialización de Químico-biológico. Con el tiempo se consiguió equipar los laboratorios con ayuda de los pobladores de otros sectores, y se incorporó la especialización de Informática.

### Salud

#### Centro de salud
La construcción del subcentro de salud inicia en 1964 con la gestión de Armando Aguilar y Antonio Valverde, pobladores de la parroquia. En 1975 se formó el comité Pro Subcentro de Salud con la ayuda del Sr. Numa Espinoza y consiguen la creación de esta institución, que inició su funcionamiento en el edificio de la casa parroquial. En 1976 se consigue financiamiento del Consejo Provincial y del municipio de Zaruma, pero el personal y los equipos aún no estaban solventados. Carmen de Aguilar, oriunda del lugar, y el doctor Servio Reyes fueron los primeros empleados, quienes hicieron uso de los mobiliarios básicos que fueron donados por personas de la comunidad. Tras algunos años de gestión en 1985 se logró la construcción del subcentro de salud con atención solamente para heridas leves.

#### Medicina tradicional
Los pobladores para enfermedades menores recurren a la medicina tradicional usando las plantas que siembran en su propia casa. Las principales son: 
| Plantas medicinales | Enfermedades                      |
| Malva               | Hinchazones                       |
| Rosa de Castilla    | Irritación de ojos                |
| Ruda                | Aire y dolor de cabeza            |
| Llantén             | Inflamación                       |
| Mortiño             | Escorbuto                         |
| Cola de caballo     | Inflamación renal                 |
| Caña agría          | Inflamación renal                 |
| Amapola             | Cólicos menstruales y hemorragias |
| Hierba buena        | Nervios alterados                 |
| Sangorache          | Infecciones                       |
| Laritaco            | Inflamación                       |
| Saúco               | Inflamación y dolor de cabeza     |

## Cultura

### Fiestas parroquiales y patronales
La fiesta de parroquialización se celebra cada 6 de agosto. En el ámbito eclesiástico, las fiestas en honor a San Jacinto se celebran la segunda semana de octubre, y el culto a la Virgen de los Remedios es el 10 de agosto. Por ello, el programa de fiestas se realiza generalmente del 9 al 11 de octubre, con el evento eclesiástico principal que es la procesión de los moradores por las calles de la parroquia, mientras cargan las esculturas de los santos sobre sus hombros. En esta misma celebración se realizan juegos deportivos, bailes, programas artísticos, ferias, y quema de castillos y juegos pirotécnicos. 

### Ferias
Desde 2015, Malvas ha sido el único centro de la parte alta de El Oro destinado para las carreras de descenso de montañas, Downhill, por medio de la ruta Palestina, donde se reúne a los más destacados ciclistas de la provincia. Además, desde 2012 la comunidad ha realizado ferias gastronómicas en las fiestas parroquiales donde se elabora “el bocadillo más grande” para difundir la tradición y sabor local. 

### Turismo
Los potenciales turísticos de la parroquia están basados en su flora y fauna. Es así que entre los principales principales atractivos de la zona se pueden mencionar: 
- Los bosques naturales de Malvas, caracterizados por sus flores y frutales.
- Los orquidearios que se encuentran en Botoneros y Portete. Aquí existe una gran variedad de orquídeas, que resultan fascinantes para muchos turistas. Un ejemplo de un lugar donde se puede adquirir estas flores es en el orquideario Román, cuya calidad y belleza han hecho que este producto sea exportado en pequeñas cantidades a Colombia.
- El Cerro de Zaruma Urcu, el cual es un mirador desde donde se puede observar gran parte de Zaruma y los paisajes de Piñas.
- Los petroglifos, situados en la parte alta del barrio Palo Solo, son escritos en piedras pertenecientes al periodo incaico.
- Las minas de Vizcaya.[12]

Gran parte de los atributos que incentivan el desarrollo turístico son los productos alimenticios como  dulces, manjares y café. Además, en Portete se encuentra la fábrica artesanal de dulces que abastece a mercados del cantón Zaruma, y toda la parte alta del altiplano orense, razones por las cuales es uno de los destinos principales para los extranjeros que desean adquirir dulces y manjares típicos.

### Patrimonio

#### Iglesia San Jacinto de Malvas

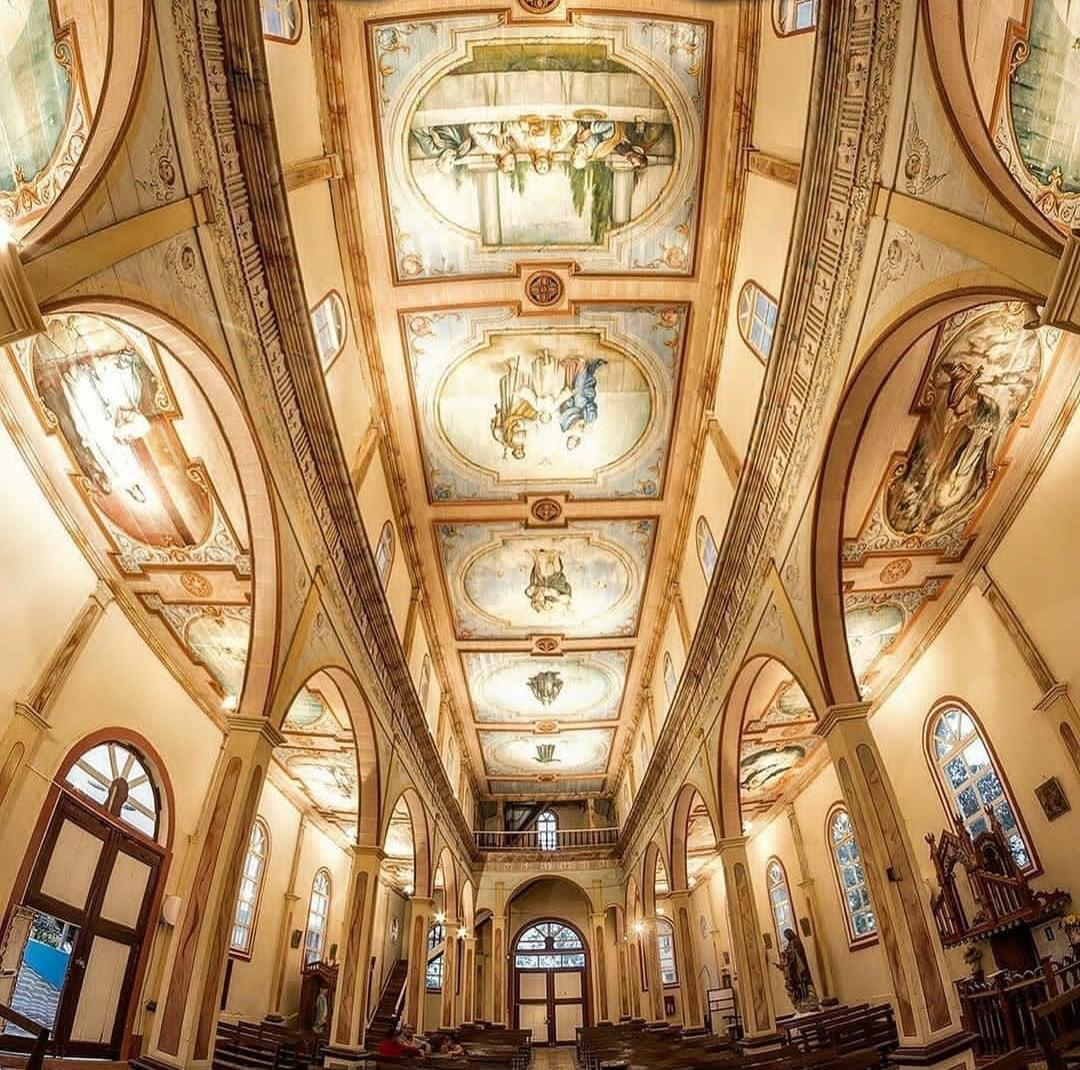
Interior de la Iglesia San Jacinto

EL antiguo templo empezó a construirse en 1883 pero al deteriorarse se lo reconstruyó en 1949. La iglesia es basilical y tiene dos entradas una lateral y otra frontal, en la primera se encuentra un lugar destinado para el coro y está cubierto de láminas de teol en las se pintó imágenes religiosas. En el interior existen esculturas de madera, pero con las recientes remodelaciones ciertos tramos ya no lo son. La Iglesia fue construida con adobe y madera y en el techo se encuentran pinturas realizadas desde su construcción y que simulan la Capilla Sixtina del Vaticano. Además, en la torre hay tres campanas, la más antigua fue traída desde España como una donación de un sacerdote de aquel país, la mediana fue donada dos años antes y la tercera (campana mayor) fue donada en 1922 por José Aguilar, oriundo del lugar. Esta última está hecha de cobre, estaño y oro, lo cual le ofrece un sonido único de las demás y es por ello que los pobladores la bautizaron como “Jacinta”. 
Hace algunos años se la declaró como Patrimonio Cultural en Grado de Conservación Alto y por ello la última restauración de la iglesia fue en 2009 por el Instituto Nacional de Patrimonio Cultural. Es considerada una de las joyas del arte religioso más emblemática e importante de la parroquia de Malvas. En esta iglesia cada domingo se realiza una misa, al igual que en la segunda semana del mes de octubre debido a las fiestas patronales en honor a la Divina Justicia.
La relevancia dada a la iglesia se debe a los principios religiosos de la comunidad. Malvas se creó como un asentamiento dedicado a  la construcción de la iglesia parroquial para venerar a San Jacinto, santo que era devoto el fundador (Sr. Juan Romero). Así, actualmente el 98% de las personas de la comunidad profesan la fe católica convirtiéndola en una de las zonas occidentales más conservadoras de la tradición venerando al Señor de la Divina Justicia, San Jacinto y a la Virgen de Los Remedios. Hace algunos años, Malvas dejó de ser una parroquia eclesiástica y por ello no cuenta con un sacerdote permanente, debiendo recurrir el sacerdote de la ciudad de Zaruma tanto para misas semanales, de fiestas o de difuntos. Y es por esta razón que en la parroquia tanto el grupo de catequesis Malvas y el grupo de adoratrices de la parroquia son quienes coordinan las actividades religiosas. 
Dato curioso sobre la Iglesia de Malvas:
Uno de los lugares más importantes de Malvas es su iglesia parroquial, que fue construida hace más de 130 años.  
Esta iglesia fue levantada por los primeros habitantes del lugar, siguiendo una norma de la Iglesia Católica de esa época, que pedía que cada parroquia tuviera su propio templo.   
El cielo raso de la iglesia fue decorado con una técnica artística singular: la pintura se mezcló con leche para que durara más tiempo y tuviera una textura y color únicos.  
El diseño del cielo raso se inspira en elementos arquitectónicos de iglesias europeas, incluyendo réplicas de templos ubicados en Roma.

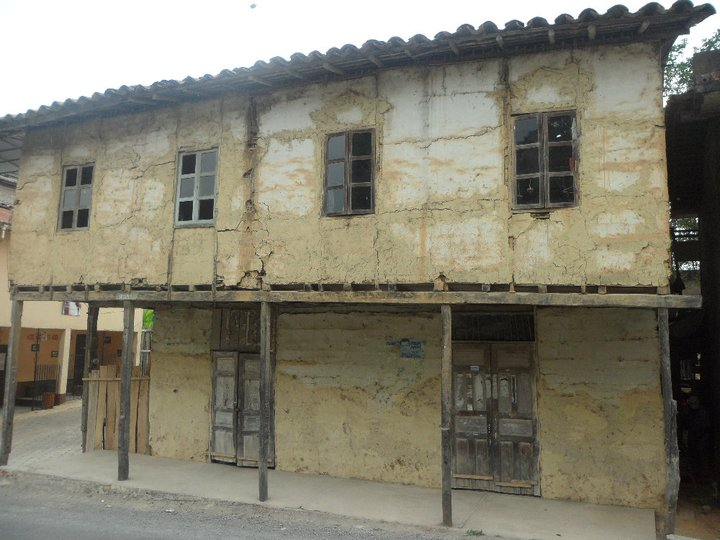
Casa antigua de Malvas

#### Casas coloniales
Cuando Malvas era una comuna, algunas casas eran hechas con bahareque y adobe con piso de tabla, mientras otras eran construidas con tierra con techo de teja y paja. Estos materiales eran utilizados debido a que eran fáciles de conseguir en la zona y proporcionaban gran calidad a la construcción. Su durabilidad es conocida hasta la actualidad, pues en la parroquia aún existen algunas casas de este tipo, e incluso varias de ellas siguen siendo habitables, mientras otras están en condiciones no aptas para vivir o en mal estado. 

### Gastronomía
Las comidas típicas de la parroquia están elaboradas con productos cultivados en el medio, especialmente el plátano, la yuca, el arroz, las carnes, verduras, los granos y frutas, que son la base de la alimentación diaria de los moradores de la zona.
Entre los platos más preparados en la parroquia se puede mencionar a los siguientes: caldo de quesillo, caldo de gallina criolla, caldo de pata de res, caldo de maní, repe, arroz mote, tigrillo, molloco, repe, arvejas con cuero, mote pillo, buñuelos, morcilla, chanfaina, madre olla y patarazke. 
En cuanto a los jugos, los más comunes son el jugo de piña y jugo de naranja; y en cuanto a licores, la mayorca y el aguardiente con anís.

#### Dulces

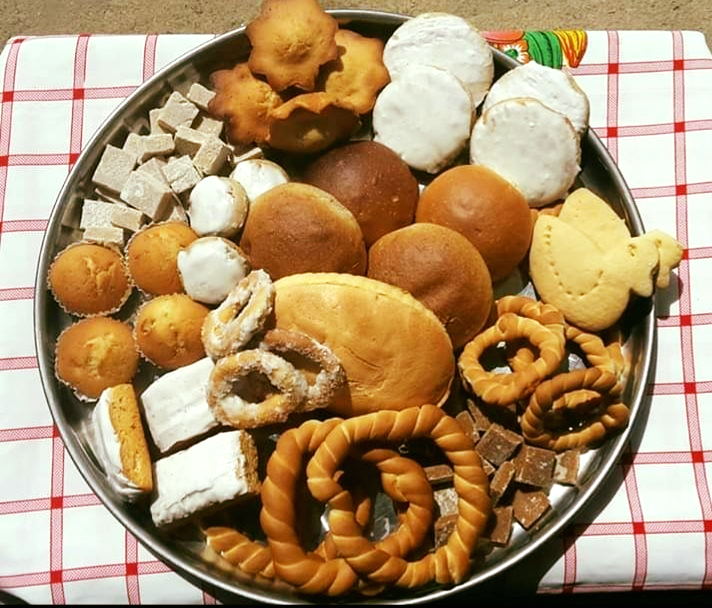
Dulces tradicionales de la parroquia Malvas elaborados en hornos de leña.

La elaboración de los dulces de Malvas empezó a finales del siglo XIX, siendo una actividad destinada principalmente a las mujeres. El consumo de estos dulces se daba únicamente en los hogares; sin embargo, poco a poco los hombres empezaron a participar en la preparación de los mismos, y así, se inició la producción en mayores cantidades. Uno de los mayores logros en la gastronomía de Malvas es que se ha logrado comercializar manjares en los mercados más importantes del país.
En la lista de los dulces que se elaboran, los más conocidos son los siguientes : el bocadillo blanco, los buñuelos, los huevos de faldiquera, las empanadas de cambray,  las rosquillas, las tortillas de maíz, los jashpes, la jalea, los chimbos, las roscas, los bizcochuelos y los bizcochuelillos.
Con la finalidad de conservar las tradiciones culinarias de los habitantes de Malvas, todos los años se realizan varias actividades gastronómicas. Una que se destacó en el año 2017 fue el evento “El bocadillo más grande del mundo”, mismo que resultó exitoso dentro de la comunidad. Para elaborar el bocadillo más grande del mundo, el cual medía veinte metros de largo por setenta centímetros de ancho, los habitantes de mayor edad se encargaron de explicar el procedimiento a seguir para la preparación del bocadillo a base de maní, leche y azúcar, mientras que los jóvenes prepararon el producto y reforzaron sus conocimientos sobre las costumbres ancestrales de su parroquia. Este tipo de eventos permiten rescatar la historia, cultura, tradiciones y costumbres de la parroquia, y así activar el desarrollo turístico y promover el trabajo comunitario como alternativa de desarrollo.

## Personas destacadas
Dr. Ernesto Castro: Nació en la parroquia Malvas, y fue adoctrinado por los profundos pensamientos cristianos de su pueblo, es así que se en edad madura se convirtió en sacerdote. También desempeñó como vicario general de la Diócesis de Loja, fue miembro de la Casa de la Cultura Ecuatoriana Benjamín Carrión, y poeta con publicaciones a nivel nacional. Su obra más destacada en la parte alta de El Oro es la letra del himno a Zaruma.
Dr. Reinaldo Espinoza: Científico de fama internacional, profesor normalista y doctor en ciencias agrícolas en la Universidad de Jena. Nacido en Malvas, se destacó por su gran intelecto, recibiendo una beca del gobierno para estudiar Física, Botánica y Biología en Alemania. A su regreso fue columnista, Ministro de Educación, rector de universidades ecuatorianas, y catedrático universitario en universidades nacionales e internacionales. 